# Prix Pol-Comiant
Le prix Pol-Comiant, de la fondation du même nom, est un ancien prix triennal de littérature, créé en 1956 par l'Académie française et « destiné à couronner un ouvrage sur la langue française et son meilleur usage ».

## Liste des lauréats
- 1959 : Georges Schlocker pour Équilibre et symétrie dans la phrase française moderne
- 1966 : 
  - Monique Léon et Pierre Léon pour Introduction à la phonétique corrective
  - Emmanuèle Wagner pour De la langue parlée à la langue littéraire
- 1971 : Édouard Bled pour Cours d’Orthographe
- 1974 : Mario Mormile pour La "Néologie" révolutionnaire de Louis-Sébastien Mercier
- 1977 : Jean Thévenot pour Hé ! la France, ton français fout le camp
- 1980 : 
  - Albert Doppagne pour Pour une écologie de la langue française
  - Philippe Lalanne-Berdouticq (1927-....) pour Appel aux Francophones pour le français, langue de l’Europe
- 1983 : Michel Chansou pour Recherche sur la planification linguistique en français contemporain
- 1986 : Émile Genouvrier pour Naître en français
- 1989 : Robert Boutet pour Poésie, art d’écrire en vers